# Brændte Vinger
Brændte Vinger er en stumfilm fra 1917 instrueret af Emanuel Gregers efter eget manuskript.